# Charraix
Charraix là một xã thuộc tỉnh Haute-Loire nam trung bộ nước Pháp. Xã Charraix nằm ở khu vực có độ cao trung bình 920 mét trên mực nước biển.